# Пролётная (станция)
Пролётная (укр. Прольотна) — грузопассажирская железнодорожная станция в Крыму.

## История
Открыта в 1895 году в составе пускового участка Лозовая — Севастополь, носила название Китай. По Статистическому справочнику Таврической губернии. Ч.II-я. Статистический очерк, выпуск пятый Перекопский уезд, 1915 год, на полустанке Китай Бютеньской волости Перекопского уезда числилось 8 дворов с русским населением в количестве 55 человек «посторонних» жителей.
Согласно Списку населённых пунктов Крымской АССР по Всесоюзной переписи 17 декабря 1926 года, на разъезде Китай, Ново-Андреевского сельсовета Симферопольского района, числилось 9 дворов, население составляло 13 человек (9 мужчин и 4 женщины), из них 8 русских и 5 украинцев. В 1952 году Китай переименован в Пролётную.

## Описание
Станция имеет 2 главных пути, 1 приёмоотправочный и 1 прочий путь. А также парк, состоящий из 14 путей, для отстоя списанных пассажирских и грузовых вагонов.
Имеет 14 централизованных стрелочных переводов, из них:
10 стрелочных переводов на главном ходу
4 приёмоотправочных стрелочных перевода
А также 13 ручных стрелочных переводов в парке отстоя вагонов.
На станции имеется зал ожидания. Билетных касс нет.

## Пригородное сообщение
Через станцию проходят маршруты пригородных электропоездов:
- Урожайная — Симферополь (0,5 пары)
- Симферополь — Джанкой (3 пары)
- Симферополь — Мамут (1 пары)
- Симферополь — Солёное Озеро (4 пары)

Пассажирские поезда дальнего следования на станции не останавливаются.